# Mountain Equipment Co-op
Mountain Equipment Co-op (MEC) – kanadyjska spółdzielnia założona w 1971 r. przez sześciu kanadyjskich wspinaczy, którzy pragnęli stworzyć miejsce, gdzie będzie można nabyć sprzęt niedostępny w konwencjonalnych sklepach sportowych: oprzyrządowanie do turystyki wysokogórskiej, wspinaczki skalnej oraz narciarstwa.
Dziś spółdzielnia założona przez grupkę entuzjastów liczy sobie ponad 3 miliony członków na całym świecie i jest największą tego typu organizacją w Kanadzie, zajmującą się sprzedażą detaliczną.